# Theta Ursae Majoris
Theta Ursae Majoris / 25 Ursae Majoris is een drievoudige ster met een spectraalklasse van F7.V, M.V en M.V. De ster bevindt zich 43,96 lichtjaar van de zon.
Vanaf de Aarde gezien is Theta Ursae Majoris vergezeld van de ster 26 Ursae Majoris die er zich op een halve graad ten noordoosten van bevindt. Beide sterren vormen samen een testobject voor het visueel waarnemen van sterrenkoppels.
Vanuit de Benelux gezien kunnen Theta Ursae Majoris en 26 Ursae Majoris, tijdens de culminatie, tot in het zenit klimmen.